# Trilobigerina
Trilobigerina es un género de foraminífero planctónico de la subfamilia Globigerininae, de la familia Globigerinidae, de la superfamilia Globigerinoidea, del suborden Globigerinina y del orden Globigerinida. Su especie tipo es Globigerina triloba. Su rango cronoestratigráfico abarca desde el Chattiense superior (Oligoceno superior) hasta la Actualidad.

## Descripción
Trilobigerina incluye especies con conchas trocoespiraladas, globigeriniformes, de trocospira baja a ligeramente alta; sus cámaras son globulares u ovaladas, creciendo en tamaño de manera rápida; sus suturas intercamerales son incididas y rectas; su contorno ecuatorial es subtriangular (trilobado), y lobulado; su periferia es redondeada; su ombligo es pequeño; su abertura principal era interiomarginal, umbilical (intraumbilical), con forma de arco amplio, y rodeada por un estrecho labio; presentan una o más aberturas suplementarias suturales en el lado espiral, situadas en el contacto entre la espira y las suturas radiales; presentan pared calcítica hialina, fuertemente perforada con poros en copa, y superficie reticulada y espinosa.

## Discusión
El género Trilobigerina no ha tenido mucha difusión entre los especialistas. La especie tipo de Trilobigerina es generalmente incluida en el género Globigerinoides, por lo que a efecto prácticos Alloglobigerinoides es considerado un sinónimo subjetivo posterior. No obstante, Trilobigerina agrupa uno de los linajes más importantes de Globigerinoides de tipo-B (triloba → inmaturus → quadrilobatus → sacculifer), el cual culmina con la especie fistulosa, que es la especie tipo de Globigerinoidesella. Además, desde triloba surge otra línea filogenética que culmina con Orbulina, a través de Praeorbulina. El linaje recibió posteriormente el nombre genérico Trilobatus, que al utilizar como especie tipo a trilobus, parece ser un sinónimo objetivo posterior de Trilobigerina.

## Paleoecología
Trilobigerina, como Globigerinoides, incluye especies con un modo de vida planctónico, de distribución latitudinal cosmopolita, preferentemente tropical-subtropical, y habitantes pelágicos de aguas superficiales e intermedias (medio epipelágico a mesopelágico superior).

## Clasificación
Trilobigerina incluye a las siguientes especies:
- Trilobigerina bispherica †
- Trilobigerina fistulosa †
- Trilobigerina immatura †
- Trilobigerina irregularis †
- Trilobigerina sacculifera †
- Trilobigerina subsacculifera †
- Trilobigerina transitoria †
- Trilobigerina triloba †